# Estoa de los naxios
La Estoa de los naxios era una antigua estoa de la isla de Delos, en Grecia. Sus ruinas forman parte del yacimiento arqueológico de Delos, declarado Patrimonio de la Humanidad por la Unesco. Más concretamente, el yacimiento forma parte del santuario de Templo de Apolo y Artemisa.
Fue construida en el período arcaico alrededor del año 550 a. C. Fue construida por los naxios, que también hicieron la cercana llamada Casa de los naxios. La estoa estaba situada en la esquina suroeste del santuario, al oeste de la casa del Propileos y la Casa de los naxios, y servía de límite del santuario en esta dirección. En su lado norte estaba la llamada Casa de Andros.
Era de estilo jónico, tenía forma de L y se abría al norte y al este, hacia el santuario. El ala sur del edificio medía unos 26,5 x 4,7 m y el ala oeste unos 43,0 x 5,1 m.